# Groene toerako
De groene toerako (Tauraco persa) is een vogel uit de familie van de toerako's (Musophagidae). De wetenschappelijke naam van de soort werd in 1758 als Cuculus persa gepubliceerd door Carl Linnaeus. Hij komt uitsluitend voor in Afrika.

## Kenmerken
De vogel is 40 tot 43 cm lang en weegt 225 tot 290 gram. Hij heeft een opvallende, opstaande kuif en is groen gekleurd op de kop, nek, borst en mantel. Dit groen gaat op de rug, stuit en staart van boven naar beneden geleidelijk over in zwart, met een metaalachtige, violette of purperkleurige glans. De slapennen zijn karmozijnrood, dit is pas goed te zien als de vogel opvliegt.

## Verspreiding en leefgebied
Deze soort komt voor in delen van West- en Centraal-Afrika. Het leefgebied bestaat uit goed ontwikkeld bos zoals verouderd secundair bos en riviergeleidend bos of in de buurt van anders soorten waterlopen, meestal in laagland of tot 1100 m hoogte. In Kameroen iets hoger.

## Ondersoorten
Er worden 3 ondersoorten onderscheiden die met name in de koptekening van elkaar verschillen.
- T. persa persa: van Ivoorkust tot Kameroen. Heeft een lichte streep onder het oog en er zit een onopvallend roodachtig randje op de veren van de kuif.[3]
- T. persa buffoni: van Senegal en Gambia tot Liberia. Heeft geen lichte onderoogstreep of roodgerande veren in de kuif.[3]
- T. persa zenkeri: zuidelijk Kameroen tot noordelijk Angola en noordwestelijk Congo-Kinshasa.

## Status
De grootte van de wereldpopulatie is niet gekwantificeerd. De vogel komt wijd verspreid voor in geschikt habitat en men veronderstelt dat de populatie-aantallen stabiel zijn. Om deze redenen staat de groene toerako als niet bedreigd op de Rode Lijst van de IUCN.